# 雷德丘特 (路易斯安那州)
雷德丘特（英語：Red Chute）是位於美國路易斯安那州博西爾堂區的一個普查規定居民點。

## 人口
根據2020年美國人口普查的數據，雷德丘特的面積為23.94平方千米，當中陸地面積為23.88平方千米，而水域面積為0.06平方千米。當地共有人口7065人，而人口密度為每平方千米295.11人。